# Kerrang!
Kerrang! – brytyjski tygodnik muzyczny (zawiera informacje dotyczące głównie rocka i metalu). Publikowany przez wydawnictwo Bauer Consumer Media.
Czasopismo organizuje coroczne gale rozdania nagród Kerrang! Awards, przyznawanych w kilkunastu kategoriach.
Kerrang! jest to również nazwa kanału tv prezentującego muzykę rockową i gatunki jej pokrewne.